# (17523) 1993 FX2
(17523) 1993 FX2 est un astéroïde de la ceinture principale d'astéroïdes découvert en 1993.

## Description
(17523) 1993 FX2 a été découvert le 23 mars 1993 à l'observatoire de Kitt Peak, situé dans l'Arizona (États-Unis), par le projet Spacewatch de l’université de l'Arizona.

### Caractéristiques orbitales
L'orbite de cet astéroïde est caractérisée par un demi-grand axe de 2,90 UA, un périhélie de 2,61 UA, une excentricité de 0,10 et une inclinaison de 3,20° par rapport à l'écliptique. Du fait de ces caractéristiques, à savoir un demi-grand axe compris entre 2 et 3,2 UA et un périhélie supérieur à 1,666 UA, il est classé, selon la JPL Small-Body Database, comme objet de la ceinture principale d'astéroïdes.

### Caractéristiques physiques
(17523) 1993 FX2 a une magnitude absolue (H) de 14,2 et un albédo estimé à 0,311.